# Tadeu Henrique Prost
Tadeu Prost, O.F.M. (6 de dezembro de 1915 — 2 de agosto de 1994) foi um frade franciscano e bispo auxiliar da Arquidiocese de Belém do Pará..

## Biografia
Estudou nos seminários de Cleveland e Teutopolis. Dom Tadeu recebeu a ordenação presbiteral no dia 24 de junho de 1942, em Teutopolis. 
Foi enviado em 1943 às missões franciscanas no Brasil, na região do rio Tapajós, na Amazônia. 
Foi vigário em Belterra, procurador da Prelazia de Santarém, visitador da Ordem Franciscana, capelão do Colégio Marista Nossa Senhora de Nazaré, em Belém, entre outras atividades como religioso e educador.
Foi nomeado bispo auxiliar da Arquidiocese de Belém do Pará pelo Papa João XXIII no dia 23 de agosto de 1962. Sua ordenação episcopal foi no dia 1º de novembro de 1962, pelas mãos de Dom Raymond Peter Hillinger, bispo-auxiliar da Chicago, Dom David Francis Hickey, SJ, bispo-emérito de Belize, e Dom Glennon Patrick Flavin, bispo-auxiliar de Saint Louis.
Dom Frei Tadeu exerceu a função de bispo auxiliar no período de 1962 a 1992, durante o governo de Dom Alberto Ramos e Dom Vicente Zico.
Renunciou ao múnus episcopal no dia 13 de março de 1992, aos 76 anos. Acometido de grave enfermidade fixou residência nos Estados Unidos, onde veio a falecer em 1994, aos 78 anos de idade. 

## Ordenações episcopais
Dom Tadeu foi concelebrante da ordenação episcopal de Dom Angelo Frosi, SX.